# Айгнер, Герхард
Герхард Айгнер (нем. Gerhard Aigner; 1 сентября 1943, Регенсбург, Бавария — 20 июня 2024) — немецкий футболист и футбольный функционер, генеральный секретарь УЕФА в 1989—2003 годах.

## Биография
В бытность игроком Айгнер выступал за «Ян» из немецкого Регенсбурга, а также за швейцарские клубы «Мутье» и «Мури» из Берна. В 1963—1966 годах был также футбольным судьёй. По образованию экономист. Имеет и швейцарское гражданство.
С октября 1969 года Айгнер работал в УЕФА, в 1989 году был назначен генеральным секретарём УЕФА и занимал эту должность до декабря 2003 года. Айгнер, участвовавший в учреждении первого сезона Лиги чемпионов УЕФА, в 2001 году одним из первых выступил за отмену второго группового этапа и введение этапов плей-офф, которые впервые появились в сезоне 2003/2004. В 1992 году Айгнер выступал против признания сборной России правопреемником сборной СССР, однако его переубедили вице-президент ФИФА Вячеслав Колосков и президент УЕФА Леннарт Юханссон.
С 2006 года Айгнер был членом совета некоммерческой европейской организации Euro-Sportring, организующей соревнования молодёжных команд и любительских клубов.
Почётный член УЕФА. Кавалер ордена «За заслуги перед Федеративной Республикой Германия».
Скончался 20 июня 2024 года в возрасте 80 лет.